# 札幌保健医療大学
札幌保健医療大学（さっぽろほけんいりょうだいがく、英語: Sapporo University of Health Sciences）は、札幌市東区中沼西西4条2丁目1番15号に本部を置く日本の私立大学。2013年創立、2013年大学設置。

## 概要
- 1学部2学科からなる。
- 教育理念は、人間力を教育を根幹とした医療人育成[1]。

## 沿革
- 2008年（平成20年）4月 - 大学新設を構想。
- 2010年（平成22年）4月 - 札幌保健医療大学大学設置準備室を設置[2]。
- 2012年（平成24年）11月 - 正式に設置認可[2]。
- 2013年（平成25年）4月 - 札幌保健医療大学（看護学部看護学科）が開学[2]。
- 2016年（平成28年）12月 - 札幌保健医療大学5号館完成[3]。
- 2017年（平成29年）4月 - 看護学部から保健医療学部に改称し、栄養学科が設置され、1学部2学科体制となる[2]。

## 学部・学科
- 保健医療学部
  - 看護学科
  - 栄養学科

## 施設
校舎は1号館、2号館、3号館、4号館、5号館がある。
1号館
- 3F 講義室、研究室
- 2F 講義室、演習室、ラウンジ、研究室
- 1F 図書館、ラウンジ

2号館
- 3F 看護実習室（小児、母性）、看護実習室（高齢者）
- 2F 看護実習室（基礎、成人）
- 1F ラウンジ、情報処理室、自習室、演習室

3号館
- 3F 講義室
- 2F 食堂
- 1F 体育館、セイコーマート

4号館
- 3F 講義室、学生会室、ラウンジ、多目的室、演習室
- 2F 講義室、看護実習室（在宅）、演習室、更衣室
- 1F 事務局、情報処理室、キャリア支援室、健康管理室、学生相談室

5号館
- 3F 研究室、講義室、演習室、ラウンジ
- 2F 臨床栄養実習室、栄養教育実習室、調理実習室、理化学実験室、生化学実験室、ラウンジ
- 1F 研究室、主調理室、実習食堂、ラウンジ

校舎構造
- 校舎敷地面積：11,232 m2
- 1号館床面積：4,266.36 m2
- 2号館床面積：2,153.07 m2
- 3号館床面積：1,672.01 m2
- 4号館床面積：3,656.30 m2
- 5号館床面積：3,140.38 m2

## 交通アクセス
- 札幌市営地下鉄東豊線
  - 新道東駅2番出口より乗り換え、北海道中央バス（以下、中央バス）丘珠34条線（東76）乗車、「モエレ団地」停留所下車、徒歩7分[6]
  - 環状通東駅2番出口より乗り換え、中央バス丘珠3線（東61）乗車、「モエレ団地」停留所下車、徒歩7分[6]
- 札幌市営地下鉄南北線
  - 北34条駅2番出口より乗り換え、中央バス丘珠34条線（東76）乗車、「モエレ団地」停留所下車、徒歩7分[6]

通学バス
- 札幌市営地下鉄東豊線「新道東駅」から通学バスが平日のみ運行している[6]。下校便も平日のみ運行[6]。

## 大学関係者と出身者

### 歴代学長
- 稲葉佳江 - 初代学長、札幌医科大学名誉教授
- 小林清一 - 2代学長[7]
- 大日向輝美 - 3代学長[8]